# Fairfax (Minnesota)
Fairfax és una població dels Estats Units a l'estat de Minnesota. Segons el cens del 2000 tenia 1.295 habitants.

## Demografia
Segons el cens del 2000, Fairfax tenia 1.295 habitants, 534 habitatges, i 335 famílies. La densitat de població era de 387,6 habitants per km².
Dels 534 habitatges en un 29% hi vivien nens de menys de 18 anys, en un 52,1% hi vivien parelles casades, en un 7,3% dones solteres, i en un 37,1% no eren unitats familiars. En el 33,3% dels habitatges hi vivien persones soles el 22,1% de les quals corresponia a persones de 65 anys o més que vivien soles. El nombre mitjà de persones vivint en cada habitatge era de 2,32 i el nombre mitjà de persones que vivien en cada família era de 2,96.
Per edats la població es repartia de la següent manera: un 25,9% tenia menys de 18 anys, un 6,6% entre 18 i 24, un 22,8% entre 25 i 44, un 17,1% de 45 a 60 i un 27,7% 65 anys o més.
L'edat mediana era de 41 anys. Per cada 100 dones de 18 o més anys hi havia 84,3 homes.
La renda mediana per habitatge era de 33.700 $ i la renda mediana per família de 42.054 $. Els homes tenien una renda mediana de 28.125 $ mentre que les dones 19.779 $. La renda per capita de la població era de 18.297 $. Entorn del 6,4% de les famílies i el 9,2% de la població estaven per davall del llindar de pobresa.

## Poblacions més properes
El següent diagrama mostra les poblacions més properes.